# Mar da Gronelândia
(da) Grønlandshavet
Iceberg no mar da Groenlândia.
O mar da Groenlândia (português brasileiro) ou mar da Gronelândia (português europeu) (em dinamarquês: Grønlandshavet) é um braço de mar que se conecta com a Groenlândia a oeste, o arquipélago de Svalbard a leste, o Estreito do Fram e o Oceano Ártico ao norte, e o Mar da Noruega e a Islândia ao sul. 
O Mar da Groenlândia é definido frequentemente como parte do Oceano Ártico  e às vezes como parte do Oceano Atlântico.  No entanto, as definições do Oceano Ártico e seus mares tendem a ser imprecisas ou arbitrárias. Em geral, o termo "Oceano Ártico" excluiria o Mar da Groenlândia. Em estudos oceanográficos, o Mar da Groenlândia é considerado parte dos Mares Nórdicos, juntamente com o Mar da Noruega. Os mares nórdicos são a principal ligação entre os oceanos Ártico e Atlântico e, como tal, podem ser de grande importância num possível encerramento da circulação termoalina. Na oceanografia, o Oceano Ártico e os Mares Nórdicos são frequentemente referidos coletivamente como "Mar Mediterrâneo Ártico", um mar marginal do Atlântico.

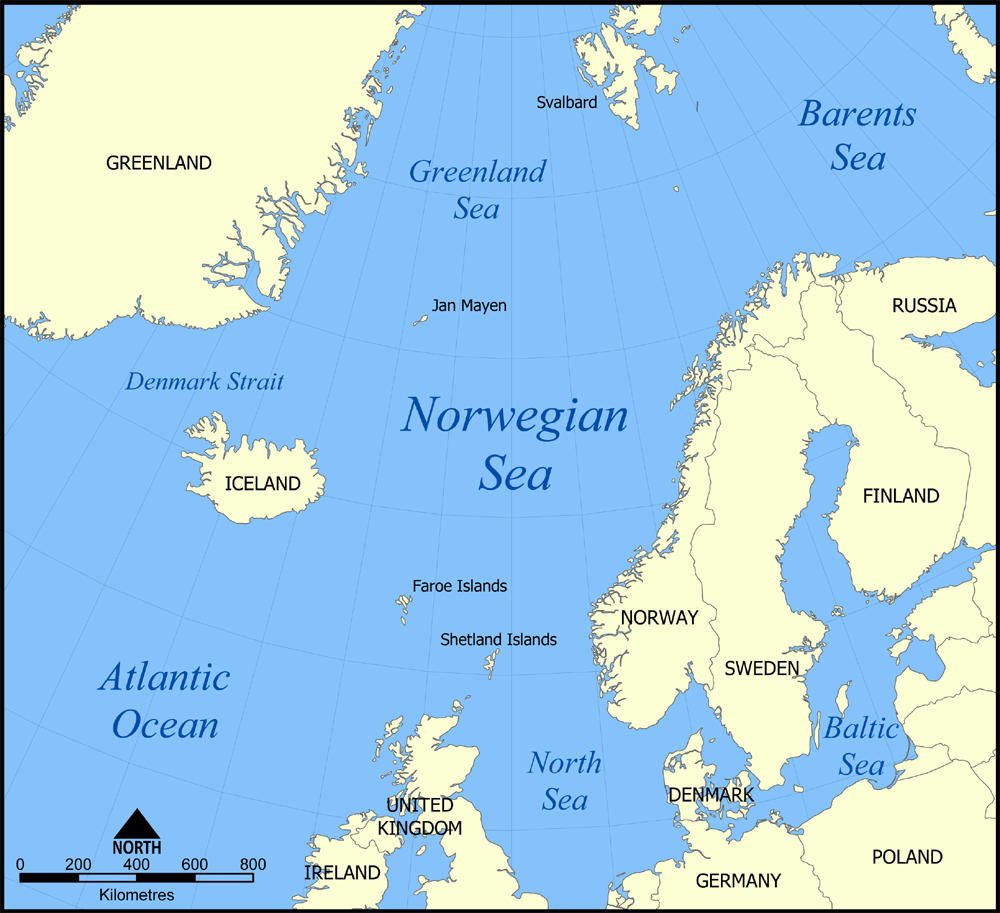
Mar da Groenlândia.